# أوربانو أنتيلون
أوربانو أنتيلون (بالإنجليزية: Urbano Antillón)‏ مواليد 5 سبتمبر 1982 في كاليفورنيا، الولايات المتحدة، هو ملاكم محترف أمريكي يصنف ضمن فئة الوزن الخفيف.

## إحصائيات
خاض خلال مسيرته 32 نزالا، فاز في 29 وخسر في 3. فاز بالضربة القاضية في 21 نزالا.

## وصلات خارجية
- أوربانو أنتيلون على موقع بوكس ريك (الإنجليزية) (registration required)

- الموقع الرسمي